# Cydia caryana
The Hickory Shuckworm Moth (Cydia caryana) là một loài bướm đêm thuộc họ Tortricidae. Nó được tìm thấy ở Bắc Mỹ.

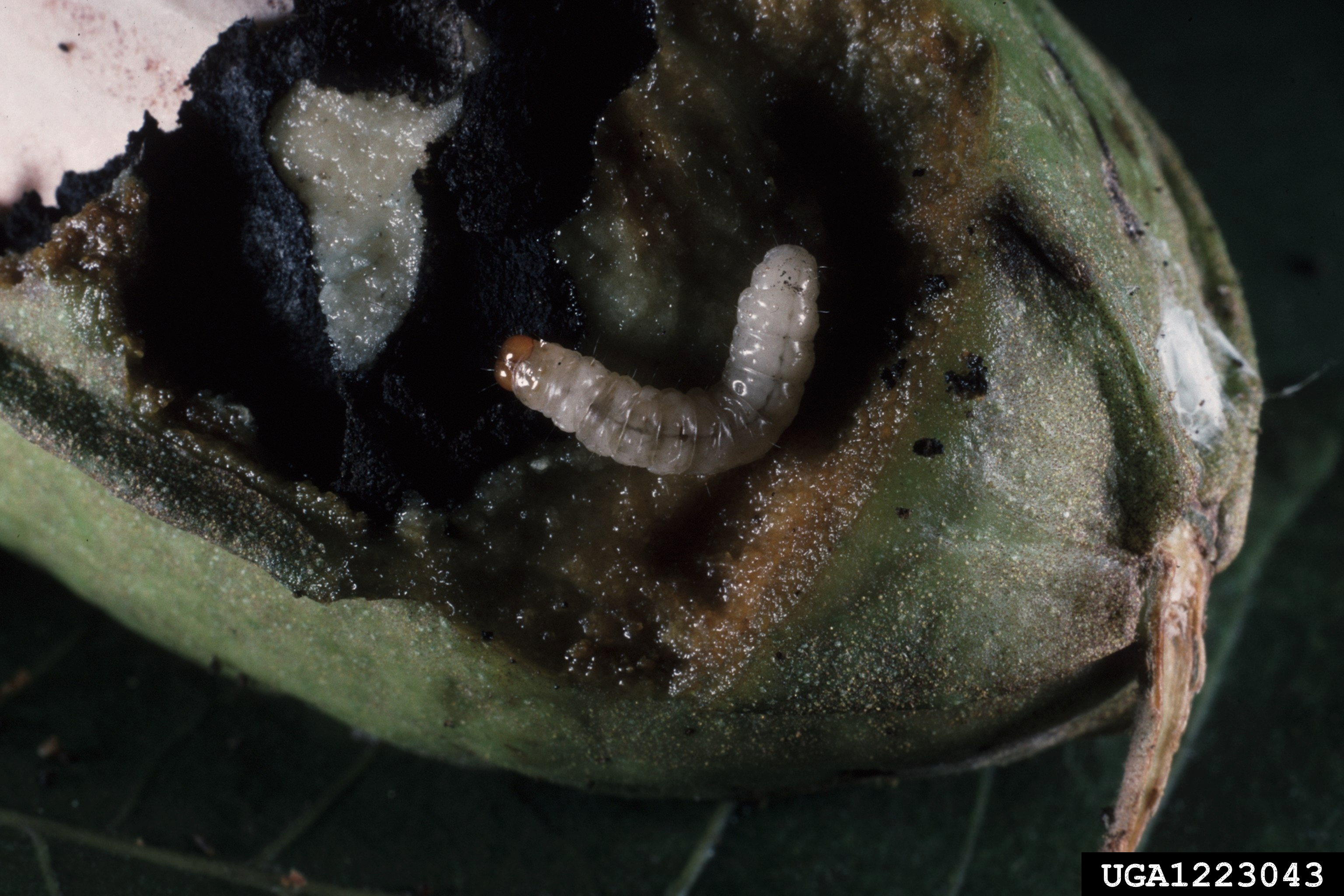
Caterpillar

Sải cánh dài 10–12 mm. Con trưởng thành bay từ tháng 6 đến tháng 7 tùy theo địa điểm.
Sâu bướm (hickory shuckworms) feed on Carya ovata, Carya illinoensis và Juglans nigra.